# (229836) Wladimarinello
(229836) Wladimarinello  es un asteroide perteneciente al cinturón de asteroides, descubierto el 28 de agosto de 2009 por Marco Micheli  y Gianpaolo Pizzetti desde el Observatorio de Lumezzane, en Italia.

## Designación y nombre
Wladimarinello se designó inicialmente como 2009 QR34.
Más adelante fue nombrado en honor al astrónomo aficionado italiano Wladimiro Marinello.

## Características orbitales
Wladimarinello orbita a una distancia media del Sol de 3,0055 ua, pudiendo acercarse hasta 2,8570 ua y alejarse hasta 3,1539 ua. Tiene una excentricidad de 0,0493 y una inclinación orbital de 10,8819° grados. Emplea en completar una órbita alrededor del Sol 1903 días.

## Características físicas
Su magnitud absoluta es 16,2.